# Barbara Cupisti
Barbara Cupisti (Viareggio, 24 de 24 de gener de 1962) és una actriu i cineasta italiana, reconeguda principalment per la seva participació en pel·lícules de terror en la dècada de 1980 treballant amb reconeguts directors com Dario Argento i Michele Soavi. En la dècada de 2000 va iniciar la seva carrera com a cineasta vinculada a la companyia Rai Cinema. Des de llavors ha dirigit prop de deu documentals.

## Carrera
Filla del pintor Michelangelo Cupisti, va debutar de ben jove l'any 1982 a la pel·lícula de Lucio Fulci Lo squartatore di New York, a la que seguí La chiave de Tinto Brass l'any següent. No obstant això, enllaça el seu nom principalment amb algunes pel·lícules del gènere thriller-terror entre els 1980 i 1990 com ara Deliria, La chiesa, Le porte dell'inferno, Opera i Dellamorte Dellamore, així com altres pel·lícules com Il bambino e il poliziotto.
L'any 1998 va debutar com a presentadora de televisió a la cadena pública italiana (RAI) amb Survival, un programa realitzat en directe en hora de màxima audiència dissabte, que té lloc amb corresponsals i convidats d'arreu del món. Des de llavors, ha continuat desenvolupant, produint i executant programes de televisió per a Rai i per a xarxes privades, incloent el llançament d'un nou canal de música a Itàlia (Music Box) i una sèrie de televisió (24 capítols) per a Fox Life Italia. Va ser membre de la comissió de desenvolupament creatiu de la Rai (Rai Futura).
A partir de finals dels anys 1990 va reduint progressivament la seva activitat com a actriu, per dedicar-se a la de directora. El 2007 va dirigir La maschera d'acqua i el documental Madri, del qual també és guionista. Madri  es va presentar a la 64a Mostra Internacional de Cinema de Venècia i va guanyar el premi David di Donatello com a millor documental. L'any següent va formar part del jurat de la secció "Orizzonti" de la 65a Mostra Internacional de Cinema de Venècia.
L'any 2008 va ser membre del jurat internacional de la Mostra de Cinema de Venècia.
El seu segon documental Vietato sognare va guanyar el Premio Amnesty Italia 2009 - Cinema e diritti Umani al Baharain Human Rights International Film Festival i el Segell per la Pau 2009. El 2012 va guanyar el Premi Ilaria Alpi al millor reportatge italià mb la pel·lícula en dos capítols Fratelli e Sorelle - Storie di carcere, ambientat a les presons italianes.
El 2013 i el 2014, fou membre del jurat del Premi Ilaria Alpi.
Del 2014 al 2016 s'ocupa de la Trilogia degli esuli, que explica les històries d'aquells obligats a viure lluny del seu país d'origen, sovint en condicions de severa precarietat econòmica, habitacional, laboral, educativa i social. Està en competició al Festival Internacional de Documentals Visioni dal Mondo.
El 2016 Esuli - Le Guerre va guanyar el Nastro d'Argento especial de la Unió Nacional de Periodistes de Cinema Italians.
El 2018 es va estrenar Womanity, que explica les trenta-sis hores de vida de quatre dones a l'Índia, Egipte i els Estats Units, amb el que va participar al  Festival de Cinema de Roma  i va guanyar al
che racconta trentasei ore di vita di quattro donne tra l'India, l'Egitto e gli Stati Uniti, con il quale ha partecipato alla Festival del Cinema de Roma i va guanyar al Festival Italiano di Madrid.
El 2020 es va estrenar el documental My America, presentat al Festival de Cinema de Torí.

## Filmografia

### Actriu

#### Cinema
- Lo squartatore di New York, dirigida per Lucio Fulci (1982)
- La chiave, dirigida per Tinto Brass (1983)
- Deliria, dirigida per Michele Soavi (1987)
- Opera, dirigida per Dario Argento (1987)
- Dark bar, dirigida per Stelio Fiorenza (1989)
- Le porte dell'inferno, dirigida per Umberto Lenzi (1989)
- Fuga dal paradiso, dirigida per Ettore Pasculli (1989)
- La Salle de bain, dirigida per John Lvoff (1989)
- La chiesa, dirigida per Michele Soavi (1989)
- Il bambino e il poliziotto, dirigida per Carlo Verdone (1989)
- Il volo di Teo, dirigida per Walter Santesso (1990)
- Dellamorte Dellamore, dirigida per Michele Soavi (1994)
- Només tu (Only You), dirigida per Norman Jewison (1994)
- Tutto in una sera (circuit industrial Enel), dirigida per Corrado Farina
- L'anno prossimo vado a letto alle dieci, dirigida per Angelo Orlando (1995)
- Consigli per gli acquisti, dirigida per Sandro Baldoni (1997)
- Le mani forti, dirigida per Franco Bernini (1997)
- Not Registered, dirigida per Nello Correale (1999)
- Gialloparma, dirigida per Alberto Bevilacqua (1999)
- Denti, dirigida per Gabriele Salvatores (2000)
- Total Kheops, dirigida per Alain Bévérini (2002)
- Sotto gli occhi di tutti, dirigida per Nello Correale (2002)

#### Televisió
- Châteauvallon – sèrie de televisió, 21 episodi (1985)
- Piazza Navona – sèrie de televisió, episodio 1x4 (1988)
- Testimone oculare, dirigida per Lamberto Bava – film TV (1990)
- Formula 1 (Formule 1) – sèrie de televisió (1990)
- La carne e il diavolo, dirigida per Nello Rossati – film TV (1992)
- Edera – serial TV (1992)
- Caro maestro – sèrie de televisió (1996)
- Distretto di polizia 2, dirigida per Antonello Grimaldi – film TV (2001)

### Directora
- La maschera d'acqua, segment Cornice (2007)

#### Documental
- Madri (2007)
- Vietato sognare (2008)
- Io sono - Storie di schiavitù (2011)
- Fratelli e sorelle - Storie di carcere (2012)
- Interferenze Rom (2013)
- Esuli - Le guerre (2014)
- Esuli - Il Tibet (2015)
- Esuli - L'ambiente (2016)
- Womanity (2018)
- London Legend (2021)